# Wijken en buurten in de gemeente Moordrecht
De Nederlandse gemeente Moordrecht werd tot herindeling van 1 januari 2010, voor statistische doeleinden onderverdeeld in wijken en buurten. Per 1 januari 2010 maakt de gemeente Moordrecht deel uit van de gemeente Zuidplas.
De gemeente werd verdeeld in de volgende statistische wijken:
- Wijk 00 (CBS-wijkcode:056300)

Een statistische wijk kan bestaan uit meerdere buurten. Onderstaande tabel geeft de buurtindeling met kentallen volgens het Centraal Bureau voor de Statistiek (2008):
| CBS-buurtcode | Buurtnaam         | Inwonertal | Opp. totaal (ha) | Opp. land (ha) | Ligging                |
| ------------- | ----------------- | ---------- | ---------------- | -------------- | ---------------------- |
| BU05630000    | Moordrecht        | 7680       | 189              | 168            | Locatie in de gemeente |
| BU05630009    | Verspreide huizen | 480        | 1084             | 1054           | Locatie in de gemeente |